# Cortinarius rubellus
Cortinarius rubellus — це дуже отруйний дисковий гриб, який помилково вважали їстівними та спричиняв серйозні отруєння та смерть. Капелюшок, ніжка та диски гриба мають червонувато-коричневий або оранжево-коричневий колір із жовтими смужками на ніжці.

## Розподіл
У Норвегії гриб поширений навіть у Нурланді. Найчастіше гриб зустрічається у вологих ялинниках, але зустрічається і в інших лісах.

## Опис
Плодові тіла мухомора загостреного забарвлені в червонувато-бурий та оранжево-коричневий. Залишки покриву найбільш чітко проявляються в середині ніжки у вигляді жовтих поясів.
Капелюшок від червоного до оранжево-коричневого тонкоребристий, з широким або загостреним горбом, у центральній частині капелюшка є підвищення. Це характерно для виду. Ближче до краю капелюшку він може бути дрібно лускоподібним.
На початку циклу росту плодового тіла капелюшок має конусоподібну або дзвоникоподібну форму, але з часом вона випрямляється, стає куполоподібною і, зрештою, розширяється. Капелюх досягає до 3-8 см шириною.
Коли край шапки виходить назовні від ніжки, диски стають видимими під павутиною, яка є характерною для роду. По краю капелюшка часто можуть залишатися залишки вуалі у вигляді тонких жовтих ниток. Потерті, розрослі диски під капелюшком світло-охряно-коричневі, але зрілі спори коричневі, тому диски поступово темніють і стають іржаво-коричневими.

### Подібні види
Кілька інших видів грибів можуть нагадувати загострені мухомори. Не менш отруйний павутинник оранжево-червоний (C. orellanus) має кілька подібностей, але найчастіше без поясків на ніжці. Крім того, він має тупий горбок, більш темний колір і більш лускату структуру на капелюшку. Мабуть, найголовнішою відмінністю є місце зростання. Загострений отруйний павутинник — це переважно вид хвойних дерев, тоді як тупий отруйний павутинник росте в дубових лісах, які потребують тепла.
Ще два гриби вуалеві, які також ростуть у хвойних лісах, — це гриб жовтопоясок (C. gentilis) і гриб помаранчевий вуаль (C. limonius). Помаранчеві гриби не є їстівними, але і не вважаються отруйними. Диски жовтіші, ніж у загострених мухоморів, капелюшок гігрофановий. Диски також більш тісно розташовані. Жовтий гриб також має гігрофановий капелюшок, і, крім того, він менший крихкий, ніж загострений отруйний гриб. Диски також жовто-коричневі порівняно з більш червонувато-коричневими дисками загостреного павутинника.
Грибники інколи плутають отруйний павутинник загострений з лисичкою трубчастою, оскільки вони часто можуть рости в одному середовищі. Також кажуть, що його плутали з лисичками справжніми, хоча ці гриби мало схожі.

## Галерея

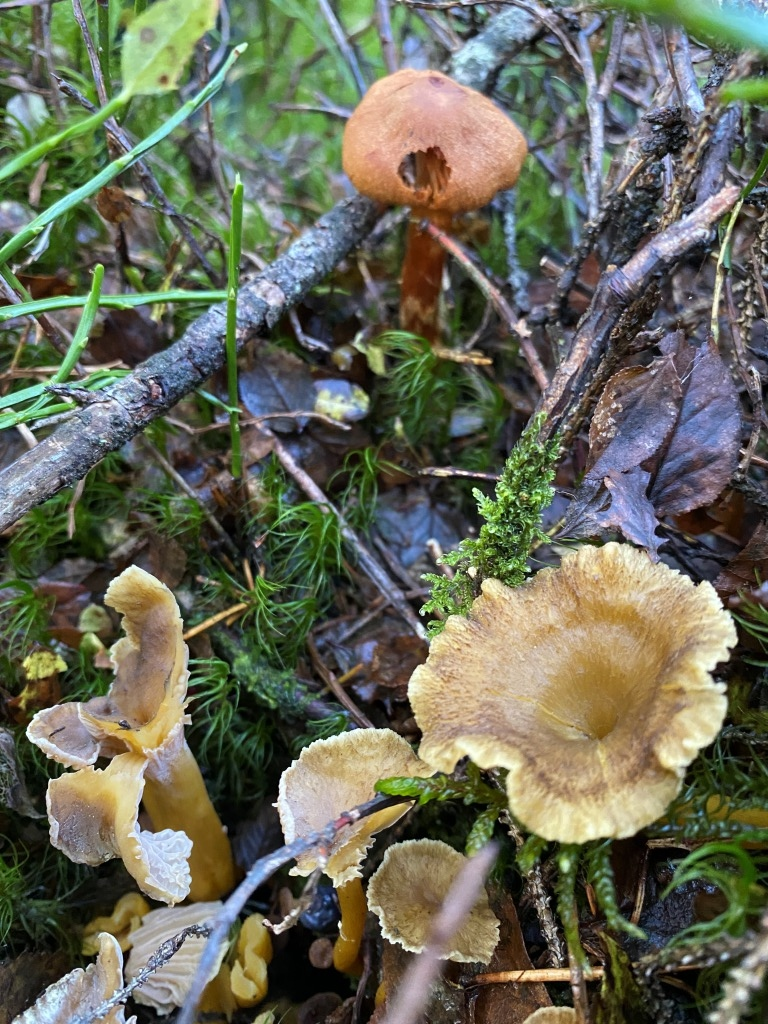
Разом з лисичками
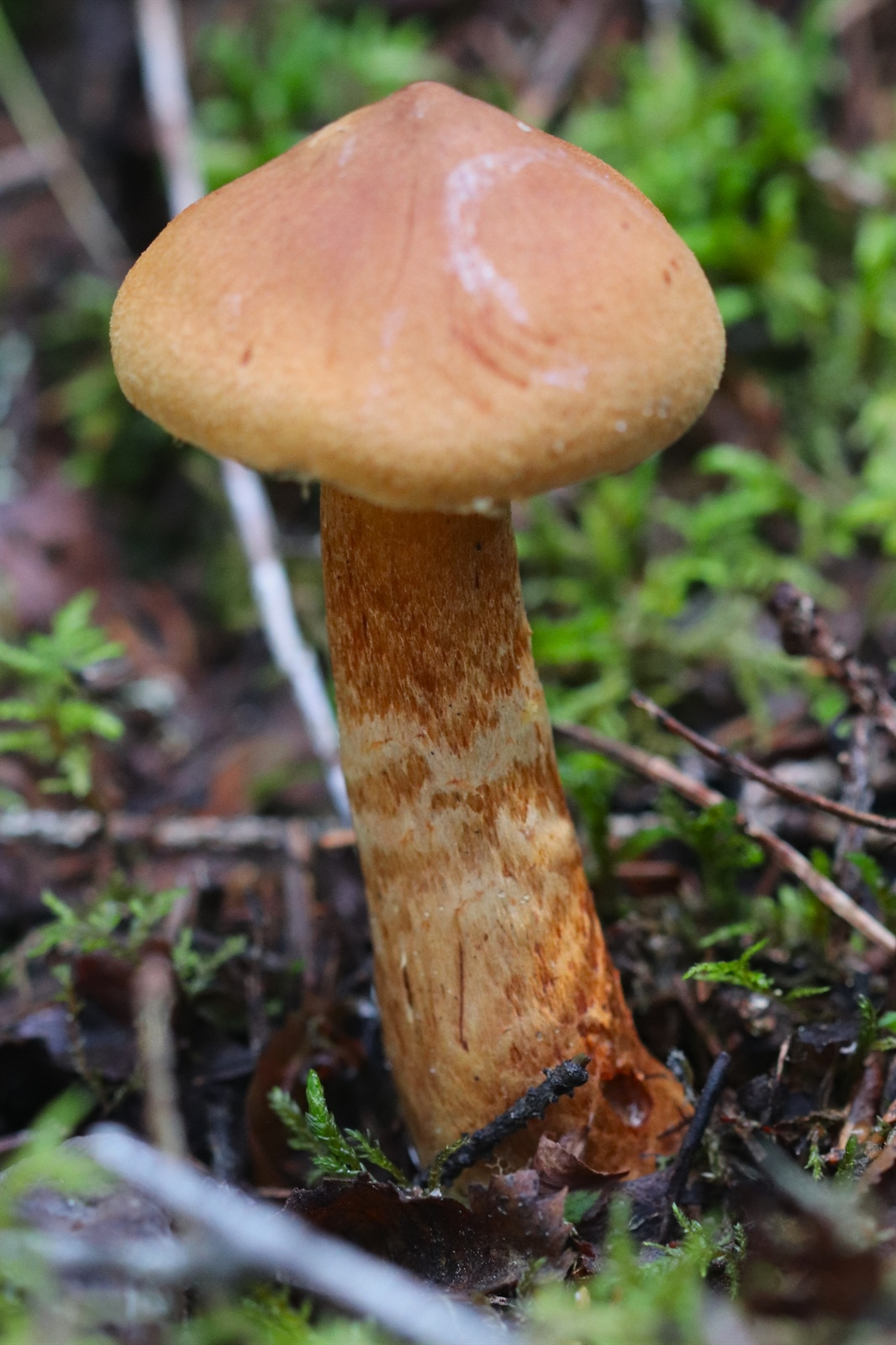
Жовті смужи на стеблі
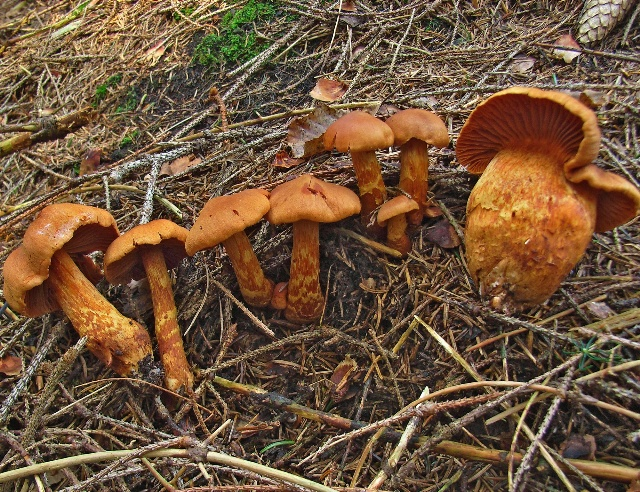
Змінна форма
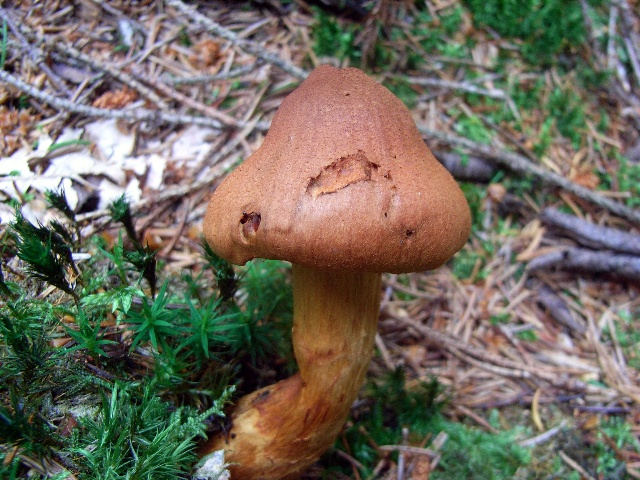
Шапка-двиночок
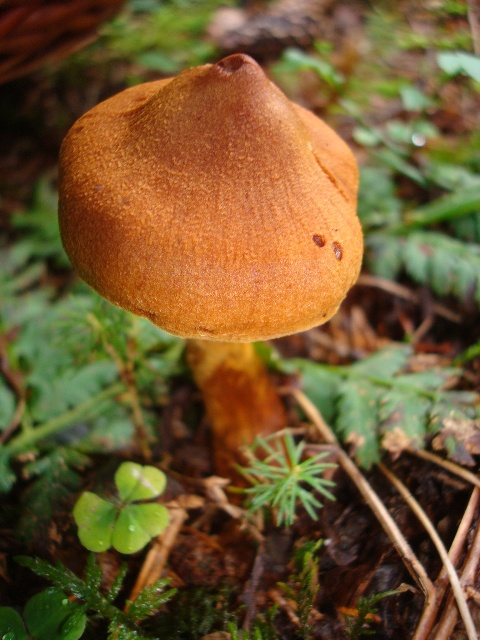
Гострий горбатий капелюх
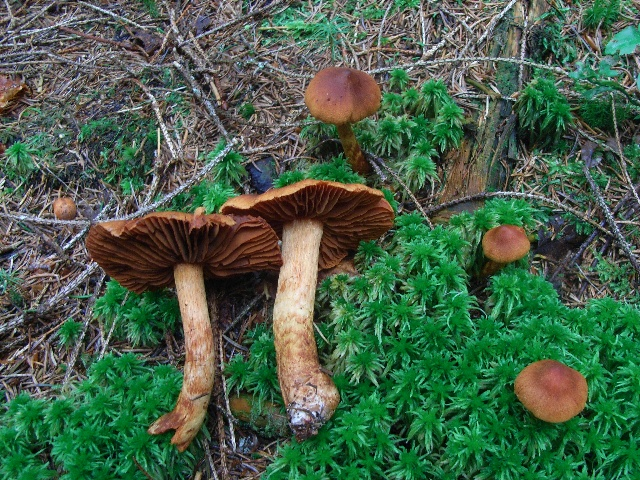
Росте окремо або групами
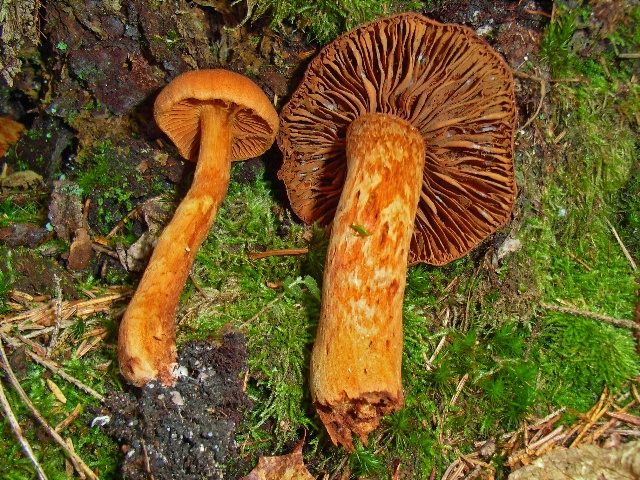
Середні дистанційні циферблати
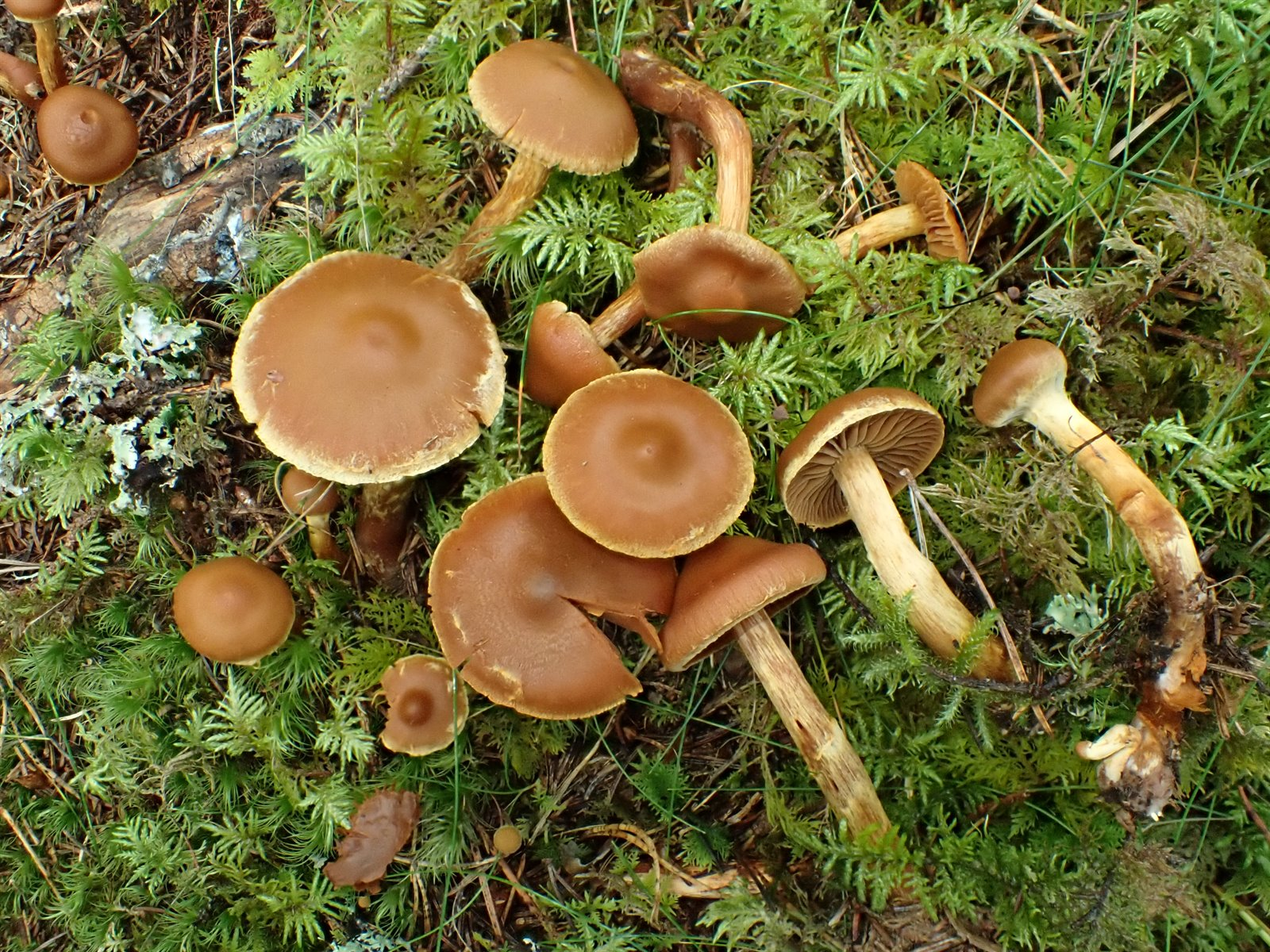
Жовтий всомний гриб
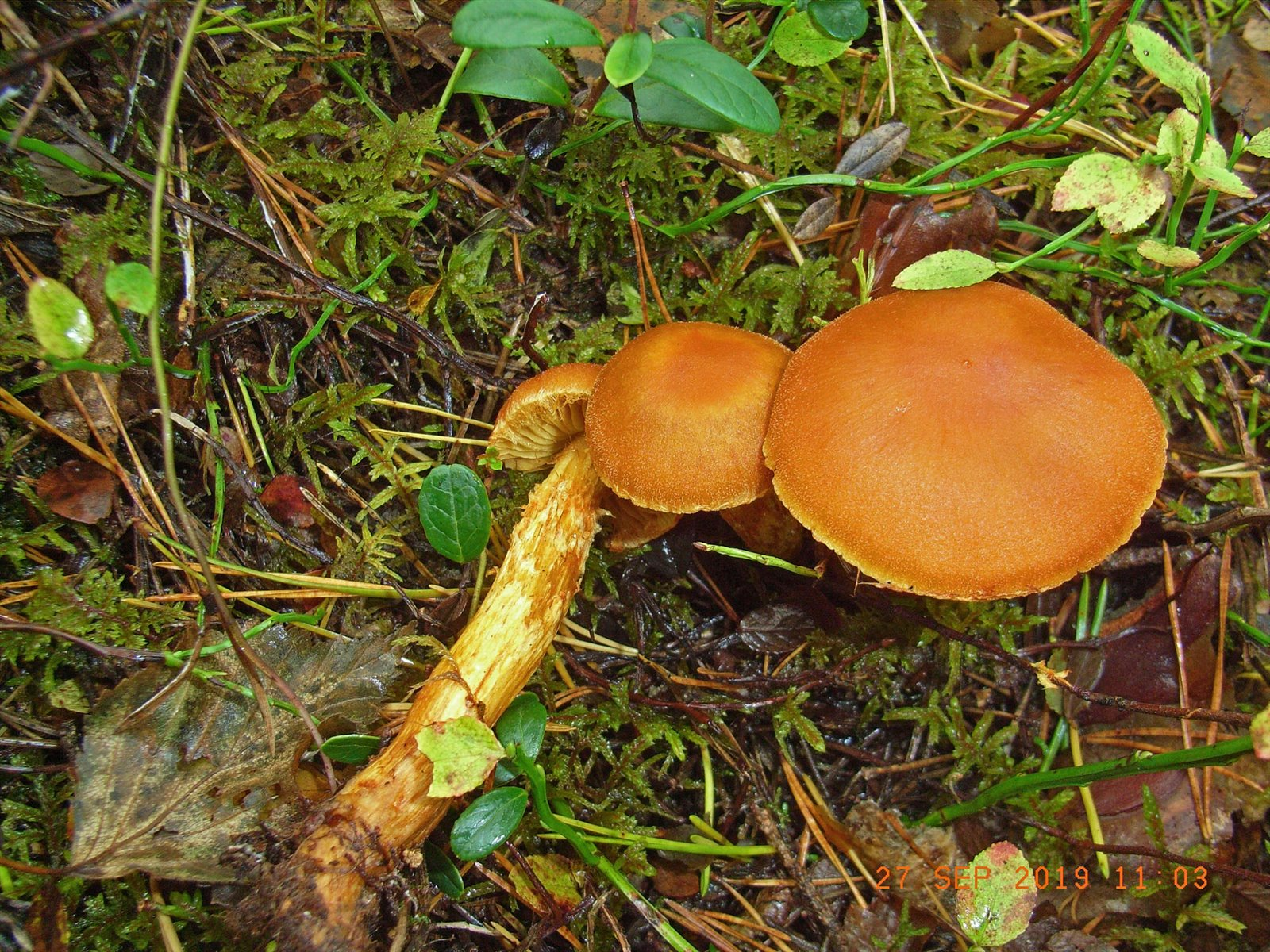
Помаранчевий гриб

## Перебіг отруєння
Мухомори містять токсин ореланін, речовину, яка пошкоджує печінку та нирки, але яка діє повільно та викликає серйозні симптоми лише через 3–17 днів. Оскільки гриб має отруту у дуже малих кількостях і оскільки отрута викликає симптоми пізно, пошкодження нирок часто є незворотним до того часу, коли хвора особа звертається до лікаря. У багатьох випадках необхідна трансплантація нирки.
Якщо ви підозрюєте, що проковтнули отруйний плющ, відділ інформації про отруєння рекомендує зателефонувати за цілодобовим номером телефону (103), щоб отримати консультацію щодо подальших заходів.

## Історія
Тільки приблизно в 1950-х роках було виявлено, що вуалеві гриби можуть бути дуже отруйними. Понад 100 людей у Польщі отруїлися оранжево-коричневим грибом, який росте в листяному лісі. Близько 20 отруєних померли від отриманих травм. Це виявився тупий павутинник. Через це серед норвезьких грибників вже давно вважається правилом, що «гриби — це не їжа».
Нещодавно в 1977 році в Норвегії була опублікована книга про поганки, в якій можна було прочитати, що Cortinarius speciosissimus, колишня назва гострого павутинника, ймовірно, існує в Норвегії, але це ще не доведено. У тому ж році було опубліковано 4 знахідки загостреного отруйного плюща в місцях Дребак, Ос, Сетског і в Нордмарка. Пізніше в старих колекціях було знайдено кілька помилково ідентифікованих знахідок.
Пізніше з'ясувалося, що він досить поширений в Норвегії в кислих хвойних лісах, на північ від Нурланда.